# Hans Georg von Herold
Hans Georg von Herold (getauft 15. November 1621 in Nürnberg als Hans Georg Herold; † nach 1671 in Breslau) war ein deutscher Glockengießer.
Sein Vater war Georg Herold. Seine Brüder hießen Achatius, Andreas, Balthasar, Johannes und Wolfgang Hieronymus. 1649 heiratete er Maria, die Witwe des Bronzegießers Christoph Neidhard, in Augsburg sowie 1653 Anna Deubold. Er war Vater von Johann Balthasar von Herold. Er und seine Brüder wurden am 16. März 1654 von Ferdinand III. in den reichs- und erbländischen Adel aufgenommen.
Ausgebildet wurde er von seinem Stiefvater Leonhard Löw. Ab 22. Oktober 1651 war er in Stuttgart und 1658 in Esslingen am Neckar. Dort goss er Glocken für Meßstetten und Tieringen. 1671 goss er eine Glocke in Breslau.
Sein Sohn Johann Balthasar übernahm 1693 die Gießhütte seines Onkels Wolf Hieronymus in Nürnberg.